# Okvirna pripoved
Okvirna pripoved oklepa kot okvir eno ali več pripovedi. Okvirna pripoved je lahko prava zgodba, novela, povest ali pa samo opis stanja oziroma pogovora brez večjega dogajanja. Izvira iz Azije, v Evropi je dosegla vrh v renesansi. Primer slovenske okvirne pripovedi je Tavčarjev cikel povesti V Zali.
Najbolj znan primer okvirne povesti je verjetno Tisoč in ena noč.
V okvirni zgodbi izvemo kdo pripoveduje zgodbo,ki sledi -> to pa je vložna zgodba